# 팀 포트리스 클래식
《팀 포트리스 클래식》(영어: Team Fortress Classic, TFC)은 밸브 코퍼레이션에서 1999년 4월 1일에 발매한 1인칭 슈팅 게임이다.
팀 포트리스 클래식에선 많은 게임모드가 있는데, 대개 깃발 탈취전, VIP 보호작전 그리고 지점점령이 있다.

## 게임 플레이
팀 포트리스 클래식에서는 클래식은 두 팀으로 나뉘는데, 한 쪽은 레드팀이며 다른 한 쪽은 블루팀이다.9명의 클래스를 플레이 할 수 있으며, 각각의 클래스들은 자신의 무기와 고유의 능력을 가지고 있다.
클래스 간의 차이점은 가위 바위 보의 놀이방식과 같은 플레이를 보게되는데 이러한 영향으로 클래스는 팀의 또 다른 클래스의 단점을 보완해주면서 팀워크를 이루며 목표를 달성하는게 목표이다.

## 클래스들
팀 포트리스 클래식에서 플레이어는 9명의 클래스 중 1명을 고를 수 있다.각각의 클래스는 한 가지 정도의 클래스만의 무기가 있고, 보조무기는 대개 공통으로 쓰여지는 경우가 흔하다(보통 산탄총 아니면 못총이다.).
호송시키는 게임모드에 대해서라면 플레이어는 시민이라는 클래스로 플레이 할 수 있는데, 무장은 우산이 끝이며, 보호막도 없으며 정말 낮은 체력을 가지고 있다. 시민들은 보통 나머지 팀으로부터 호위와 보호를 받아야 한다.
스카웃은 게임에서 정말 빠른 클래스이지만, 데미지를 주고 받는게 힘들다.스카웃은 마름쇠로 장전하고 발사하는 못총과 스턴을 멈추고 적을 느리게하는 충격탄을 무장하고 있다.스나이퍼는 많은 피해를 주는 저격소총으로 무장하고 있으며, 먼 거리에서 적을 쏴 맞출 수 있다.솔저는 스나이퍼와 스카웃보다 이동속도는 더 느리지만, 더 많은 보호막과 로켓 발사기가 있으며, 이는 솔저가 로켓점프를 할 수 있게 해준다.이에 예비로 들고다니는 보조무기 산탄총이 있다.로켓점프는 싸우는 도중 효율적으로 움직일 수 있게 해준다.피해랑은 높은 편이다.또한 솔저는 쇠못 지뢰를 설치하여 근방에 있는 적에게 많은 피해량을 준다.데모맨은 유탄 발사기로 무장하고있으며 유탄은 우회로에 있는 적도 맞출 수 있다.파이프 폭탄 발사기는 몇몇 구역에다가 이를 설치하여 함정을 놓을 수 있다.메딕은 기존 못총보다 피해가 더 좋은 못총으로 무장하고 있으며, 충격탄을 들고 있고 메디킷은 팀원을 치료해주거나 아니면 적을 감염시켜 피해를 줄 수 있다.헤비 웨폰스 가이는 강력한 미니건을 무장하고 있으며, 다른 클래스보다 더 많은 피해량을 줄 수 있다. 하지만, 다른 클래스와의 이동속도는 낮다.파이로는 화염방사기와 조명탄 발사기로 무장하고 있다.이 둘은 적군에게 똑같이 방화시킬 수 있다.이와 똑같이 네이팜탄을 무장하고 있다.스파이는 다른 클래스와 별개인 플레이스타일을 가지고 있다.스파이는 다른 클래스와 똑같이 변장 할 수 있다.스파이는 칼을 가지고 다니는데 이걸로 적군들의 등 뒤에서 백스탭을 할 수 있다.또한 뒤에서 마취총으로 쏴 적군들의 이동속도를 감소시킨다.또한 스파이는 죽은 척을 할 수 있는데, 이는 더 효율적인 백스탭을 제공해준다.엔지니어는 구조물을 지어 팀원들을 지원해 줄 수 있는데, 센트리건이라는 구조물은 적을 자동으로 조준하여 중요방어지점을 손쉽게 지켜낼 수 있다.탄약을 제공해주는 디스펜서와 텔레포터도 건설할 수 있다.엔지니어는 스패너를 팀원들에게 스패너를 휘둘러 낮아진 방어를 제공해 줄 수 있다.(메딕은 체력을, 엔지니어는 스패너를 휘둘러 방어를 채워주는게
가능) 추가적으로, 엔지니어는 EMP탄으로 무장하고 있으며, 보조무기는 산탄총이다.

## 평가
| 평가                                          |        |
| --------------------------------------------- | ------ |
| 통합 점수 통합사 점수 게임랭킹스 85.43% [ 1 ] |        |
| 통합 점수                                     |        |
| 통합사                                        | 점수   |
| 게임랭킹스                                    | 85.43% |